# Nippur
Nippur (en sumerio: Nibru EN.LÍLKI, «Ciudad de Enlil», en acadio: Nibbur) fue una antigua ciudad sumeria cuyos primeros restos datan del V milenio a. C. En Nippur se hallaba el templo principal del dios del cielo y de la creación Enlil, regidor del Cosmos. La identificación iba hasta el punto que en la escritura sumérica cuneiforme las palabras "Nibru" (Nippur) y "Enlil" se escribían de la misma forma. Junto al actual campo de ruinas existe una aldea aún poblada conocida en árabe como Niffer. El importante papel como centro religioso se mantendría durante los períodos siguientes como el acadio, la segunda dinastía de Lagash o la tercera dinastía de Ur. De la última época datan los típicos templos sumerios hallados. Actualmente las ruinas de Nippur se encuentran a unos 160 km al sureste de Bagdad, cerca de la actual Diwaniya, en Irak.
La ciudad se situaba en ambas orillas del Shatt-en Nil, uno de los cauces más antiguos del Éufrates. El cauce del río cambió de ubicación en varias ocasiones a lo largo de la historia y actualmente sus ruinas se encuentran entre el Éufrates y el Tigris. Nippur estaba dividida en dos partes por el río, el punto más alto entre estas ruinas es una colina cónica que se levanta unos 30 m sobre el nivel de la planicie que la rodea al noreste del cauce del canal, conocido entre los árabes como "Bint el-Amiror" (la hija del príncipe).

## Historia
Los restos más antiguos de la ciudad están datados hacia el V milenio a. C., durante el período de El Obeid. Ya en esta primera etapa la ciudad contenía un templo, situado en el mismo sitio que el de las últimas etapas, el Ekur. A finales del milenio siguiente (finales del período de Uruk y Yemdet Nasr) también se encontraba poblado el montículo situado a la otra orilla del río. Durante el período Dinástico Arcaico y el Imperio Acadio (III milenio a. C.) se amplió el Ekur y se construyeron un templo a Inanna y la muralla. Este fue un período de gran crecimiento. Sin embargo, en los tres primeros siglos del II milenio la ciudad perdió población.
Hacia el siglo XVIII a. C. el Éufrates cambió su curso, alejándose de la ciudad, lo que provocó que en pocas décadas fuese abandonada. No se repobló hasta el siglo XIV a. C., cuando el curso del Éufrates regresó, ya no por el canal central si no al oeste de la ciudad; en esta etapa los templos se reformaron y se construyeron palacios. La ciudad cayó de nuevo en decadencia entre los siglos XII y IX a. C. De nuevo floreció en el siglo VIII a. C. y durante los reinados de Shamash-shum-ukin y Asurbanipal se reconstruyeron los templos y el zigurat.
Durante el siglo VI a. C. la ciudad había entrado en decadencia. Se sabe que en esa época existían grandes comunidades de deportados residiendo en la ciudad. Los deportados provenían de todos los reinos periféricos de Mesopotamia y habían llegado a la ciudad a través de la práctica neobabilónica de trasladar a los pueblos conquistados. Esta práctica se hizo famosa por el exilio judío en Babilonia, relatado en la Biblia. Durante el dominio persa los templos fueron una vez más reconstruidos y la ciudad aumentó su población. Esta situación continuó bajo el dominio de los imperios Seléucida y Parto.
Hacia el siglo I de nuestra era, Nippur era una de las mayores ciudades de Mesopotamia; es en esta etapa cuando se construye El Patio de las Columnas. Con la llegada de los persas Sasánidas Nippur mantuvo su posición y durante la Dinastía Abasí, ya en la época islámica, vivió un nuevo florecimiento. Posteriormente la población se abandonó hasta el siglo XIV, donde volvió a adquirir características de ciudad. Finalmente, con la llegada de los Otomanos, la ciudad decayó hasta nuestros días, que conserva tan solo una pequeña aldea.

## Tablillas
El tell o montaña de ruinas de Nippur llamó la atención de los arqueólogos desde mediados del siglo XIX. En 1851, el aventurero inglés Austen Layard realizó una expedición que tuvo que abandonar pasados unos días por el clima de la zona. En los años 1880 la Universidad de Pensilvania comenzó a trabajar en Nippur encontrándose más de 15.000 tabillas. Después de las dos guerras mundiales las excavaciones fueron continuadas por el Instituto Oriental de Chicago, en colaboración con la Universidad de Pensilvania y la Escuela de Investigación Oriental de Bagdad, excavaciones que han continuado hasta la década de 1990.

## Galería

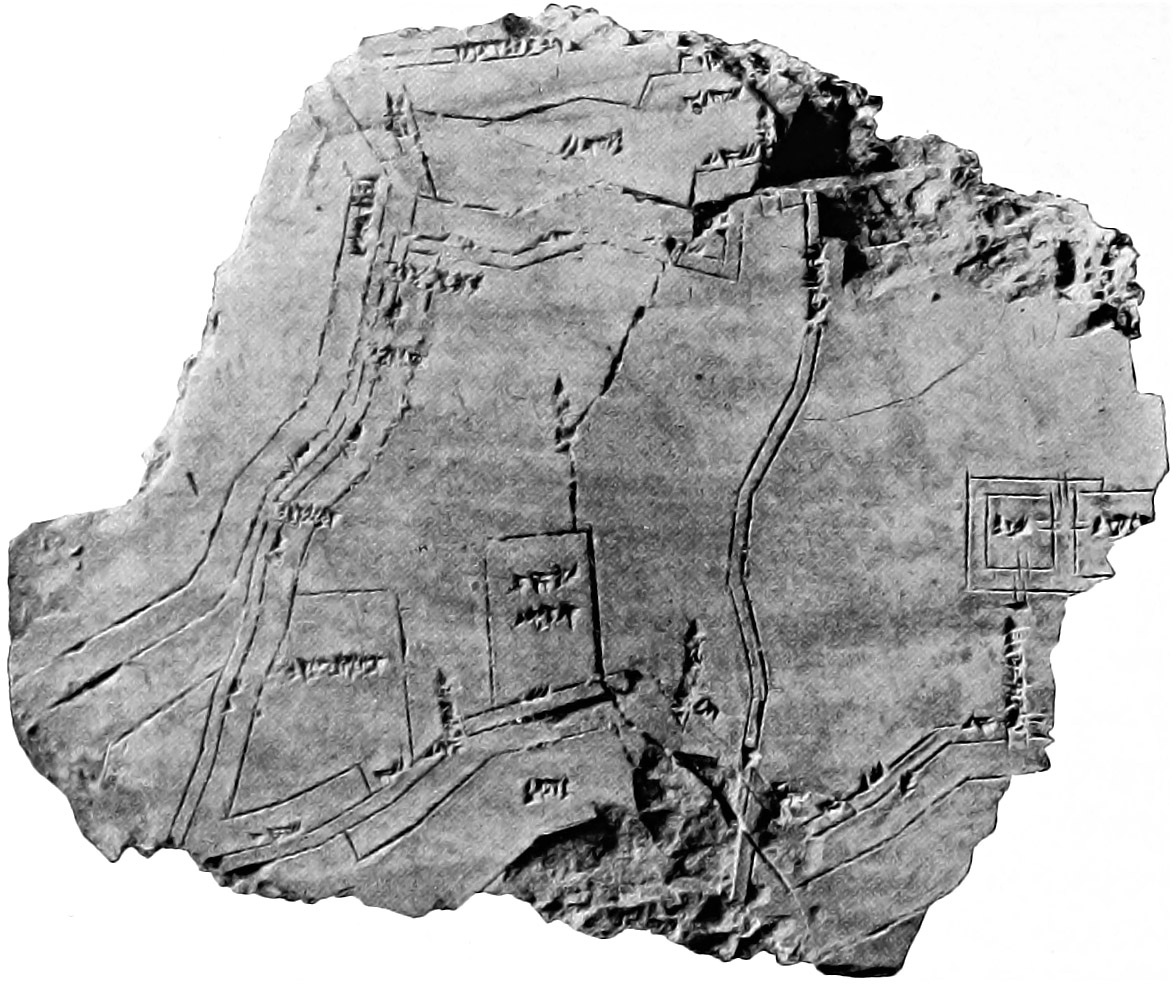
Tablilla ilustrativa del plano de Nippur
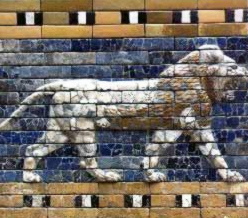